# Csekey János
Csekey János (Kisszécsény, 1751. augusztus 23. – Bölcske, 1844. április 21.) református lelkész.

## Élete
Földműves szülőktől származott; iskoláit Kecskeméten és 1775-ben a debreceni főiskolában járta, ahol hat év alatt elvégezte tanulását, mire a retorika tanításával bízták meg. Innét Mezőtúrba ment tanítónak és két év múlva külföldre, ahol a marburgi, frankfurti és erlangeni egyetemeket látogatta. Visszatérvén, kecskeméti káplán és 1778-ban bölcskei, Tolna vármegyei lelkész lett. Itt töltötte el egész életét; 1797-ben egyházmegyei ülnökké és pénztárnokká, 1803-ban alesperessé, 1826-ban főesperessé választották.

## Munkái
Oskolai Káté a helvécziai vallás-tételt tartó nagyobb tanuló gyermekek számokra. Pest, 1820. és 1831. (A dunamelléki egyházkerület által koszorúzott pályamű.)